# Nicoya (tổng)
Nicoya là một tổng trong tỉnh Guanacaste, Costa Rica. Tổng này có diện tích 1333,68 km², dân số năm 2008 là 47823 người..